# 1057
Високе Середньовіччя  •  Золота доба ісламу  •  Реконкіста  •  Київська Русь

## Геополітична ситуація
Візантію очолив Ісаак I Комнін. Малолітній Генріх IV є королем Німеччини, а Генріх I править у Франції.
Апеннінський півострів розділений між численними державами: північ належить Священній Римській імперії, середню частину займає Папська область, на південь від Римської області лежать невеликі незалежні герцогства, південна частина півострова належить частково Візантії, а частково окупована норманами. Південь Піренейського півострова займають численні емірати, що утворилися після розпаду Кордовського халіфату. Північну частину півострова займають християнські Кастилія, Леон (Астурія, Галісія), Наварра, Арагон та Барселона. Едвард Сповідник править Англією, Гаральд III Суворий є королем Норвегії, а Свейн II Данський — Данії.
У Київській Русі триває княжіння Ізяслава Ярославича. Королем Польщі є Казимир I Відновитель. У Хорватії править Степан I. На чолі королівства Угорщина стоїть Андраш I.
Аббасидський халіфат очолює аль-Каїм, в Єгипті владу утримують Фатіміди, почалося піднесення Альморавідів, в Середній Азії правлять Караханіди, Хорасан окупували сельджуки, а Газневіди захопили частину Індії. У Китаї продовжується правління династії Сун. Значними державами Індії є Пала, Чола. В Японії триває період Хей'ан.

## Події
- Імператором Візантії внаслідок військового перевороту став Ісаак I Комнін.
- Вільгельм Нормандський завдав поразки французькому королю Генріху I в битві при Варавілі.
- Загибель короля Шотландії Макбета в битві з Малькольмом Кенморі, сином Дункана I.
- Король Угорщини Андраш I коронував свого сина Шаломона, що призвело до конфлікту з братом Белою.
- Роберт Гвіскар став графом Апулії.
- Сельджуки спалили Мелітіну.
- Бедуїни захопили Кайруан, змусивши Зірідів відступити до Махдії.
- Розпочався понтифікат Стефана IX (X).
- Дев'ятирічна війна — битва при Кавасакі.

## Померли
- 15 серпня — загинув шотландський король Макбет.